# Glycin-Enzephalopathie
Die Glycin-Enzephalopathie ist eine sehr seltene angeborene Stoffwechselstörung des Aminosäurenstoffwechsels mit Ansammlung von Glycin im Körper, was zu Symptomen einer neurometabolischen Erkrankung führt.
Synonyme sind: Hyperglycinämie, nicht-ketotische; NKA; englisch Glycine synthase deficiency
Die Erstbeschreibung stammt aus dem Jahre 1964 durch die Heidelberger Kinderärzte K. Schreier und W. Müller.

## Verbreitung
Die Vererbung erfolgt autosomal-rezessiv, die Häufigkeit wird mit 1 bis 9 auf 1.000.000 angegeben, bzw. mit 1 zu 55.000 Neugeborenen in Finnland und mit 1 zu 63.000 in British Columbia.

## Ursache
Der Erkrankung liegen verschiedene Mutationen zugrunde, die für mehrere Komponenten des Glycine-Cleavage-Systems verantwortlich sind, so dass es zur Ansammlung von Glycin in Gehirn, Leber, Liquor, Plasma und Urin kommt.:
- bei 70–75 % im GLDC-Gen auf Chromosom 9 Genort p24.1
- bei etwa 20 % im AMT-Gen auf Chromosom 3 Genort p21.31
- ferner im GCSH-Gen auf Chromosom 16 Genort q23.2
- schließlich im GCE-Gen

## Einteilung
Folgende Unterteilung nach Alter bei Manifestation der Erkrankung ist gebräuchlich:
- neonatale Glycin-Enzephalopathie, klassische, häufigste Form[7]
- infantile Glycin-Enzephalopathie[8]
- atypische Glycin-Enzephalopathie[9]

## Klinische Erscheinungen
Klinische Kriterien sind:
- neonatale Form mit Krankheitsbeginn wenige Tage nach der Geburt mit Muskelhypotonie, Lethargie bis Koma, Myoklonien, Schluckauf, Atem- und Schluckstörung, geistiger Behinderung und Spastik, häufig letale Verläufe
- infantile Form mit Krampfanfall, geistiger Behinderung unterschiedlichen Ausmaßes nach einem symptomfreien Zeitintervall von bis 6 Monaten
- atypische Form mit anders gelagerten Verläufen, beispielsweise mit vorübergehender oder spät auftretender Hyperglycinämie

Anscheinend handelt es sich klinisch um ein breites Spektrum.

## Diagnose
Allen Formen gemeinsam ist die Hyperglycinämie im Blut und Liquor. Die Diagnose kann durch Bestimmung der Enzymaktivität aus einer Leberbiopsie, dem 13C-Glycin-Atemtest und dem humangenetischen Nachweis der Mutation erfolgen.
Im EEG finden sich Veränderungen wie Suppressions-Bursts und Hypsarrhythmien.
Häufige Auffälligkeiten in der Magnetresonanztomographie sind Balkenmangel, abnormale Gyri und Hypoplasie des Kleinhirns bei der neonatalen Form.
Hinzu können verzögerte Myelinisierung und Atrophie kommen.

## Differentialdiagnostik
Abzugrenzen sind:
- andere Organoazidopathien mit Hyperglycinämie
- Propionazidämie
- Methylmalonazidämie
- Isovalerianazidämie
- Beta-Ketothiolase-Mangel
- Behandlung mit Valproinsäure[10]